# ユルゲン・グラボウスキ
ユルゲン・グラボウスキ（Jürgen Grabowski, 1944年7月7日 - 2022年3月10日）は、ドイツ・ヴィースバーデン出身のサッカー選手。元西ドイツ代表。選手時代のポジションはフォワード、ミッドフィールダー。

## 経歴
1960年にヴィースバーデンのFVビーブリヒ02というアマチュアクラブに入団したが、1965年に監督のエレク・シュヴァルツに認められアイントラハト・フランクフルトへ移籍した。フランクフルトでは主にゲームメーカーとしてプレーし、1980年に退団するまでの間にリーグ通算441試合に出場し109得点を記録し、2度のDFBポカール優勝 (1973-74, 1974-75) に貢献した。また、1977年12月には暫定監督として1試合の指揮を執った。
西ドイツ代表としては1966年5月7日に行われたアイルランド代表との国際親善試合でデビューし、同年にイングランドで開催された1966 FIFAワールドカップの代表メンバーに選出された。当時の代表の中盤はフランツ・ベッケンバウアー、ギュンター・ネッツァー、ヴォルフガング・オヴェラートらを擁していたため出場機会を得ることは困難だったが、スーパーサブもしくは本来の攻撃的ミッドフィールダーではなく右ウイングのポジションを獲得。1970年にメキシコで開催された1970 FIFAワールドカップ、1974年に地元西ドイツで開催された1974 FIFAワールドカップと3大会連続でワールドカップ出場を果たすなど、国際Aマッチ44試合出場5得点を記録した。
1980年3月15日に行われたリーグ戦のボルシア・メンヒェングラートバッハ戦において、ローター・マテウスからタックルを受け負傷したため、UEFAカップ1979-80決勝に出場することは出来ず。この時の怪我が基で1979-80シーズン限りで現役を引退した。

## 個人記録

### 代表での成績
出典
| 1966 | 4  | 0 |
| 1967 | 0  | 0 |
| 1968 | 0  | 0 |
| 1969 | 0  | 0 |
| 1970 | 12 | 1 |
| 1971 | 9  | 2 |
| 1972 | 2  | 0 |
| 1973 | 7  | 0 |
| 1974 | 10 | 2 |
| 通算 | 44 | 5 |

### 代表での得点
出典
| # | 開催日         | 開催地                                 | 対戦国         | 結果 | 大会                    |
| - | -------------- | -------------------------------------- | -------------- | ---- | ----------------------- |
| 1 | 1970年11月12日 | ギリシャ、アテネ                       | ギリシャ       | 3-1  | 親善試合                |
| 2 | 1971年6月12日  | 西ドイツ、カールスルーエ               | アルバニア     | 2-0  | UEFA欧州選手権1972予選  |
| 3 | 1971年10月10日 | ポーランド、ワルシャワ                 | ポーランド     | 3-1  | UEFA欧州選手権1972予選  |
| 4 | 1974年3月27日  | 西ドイツ、フランクフルト・アム・マイン | スコットランド | 2-1  | 親善試合                |
| 5 | 1974年6月30日  | 西ドイツ、デュッセルドルフ             | スウェーデン   | 4-2  | 1974 FIFAワールドカップ |